# Santana da Ponte Pensa
Santana da Ponte Pensa é um município brasileiro do estado de São Paulo. Tem uma população de 1.467 habitantes (IBGE/2020) e área de 129,8 km².

## História
Em 1920 a antiga fazenda da Ponte Pensa com seus trinta mil alqueires de terras inexploradas, de propriedade de José Karan, contava com a criação de gado.
Por volta do ano de 1950, quando já se desbravara toda a região através do retalhamento das terras de propriedade da Companhia de Agricultura, Imigração e Colonização (CIAC), Francisco Schimidt do Prado iniciou a colonização da área. A Companhia Schimidt e herdeiros de José Karan, fundaram a cidade em 1951, levantando o primeiro cruzeiro e realizando a primeira missa campal.
Com a passagem dos trilhos da estrada de ferro no ano de 1951, houve o progresso da região que foi sendo povoada por imigrantes vindos de várias regiões, devido às terras férteis para a agricultura.
A vila de Santana da Ponte Pensa foi elevada à categoria de distrito do município de Santa Fé do Sul, em 1953, cujo cartório de registro civil foi instalado no ano seguinte.
O município de Santana da Ponte Pensa foi instalado no dia 21 de março de 1965.

## Geografia
Localiza-se a uma latitude 20º15'11" sul e a uma longitude 50º47'50" oeste, estando a uma altitude de 427 metros. Possui uma área de 129,888 km².

### Hidrografia
- Ribeirão Ponte Pensa

### Rodovias
- SP-320

### Ferrovias
- Linha Tronco da antiga Estrada de Ferro Araraquara [5]

### Clima
Temp Min (entre 2000 a 2009): 2,1 °C no mês de julho em 2008
Temp Max (entre 2000 a 2009): 41,0C no mês de dezembro em 2008

## Demografia

### População
| Crescimento populacional                             | Crescimento populacional | Crescimento populacional | Crescimento populacional |
| Ano                                                  | População Total          |                          | %±                       |
| ---------------------------------------------------- | ------------------------ | ------------------------ | ------------------------ |
| 1970                                                 | 3 906                    |                          | —                        |
| 1980                                                 | 2 794                    |                          | −28,5%                   |
| 1991                                                 | 2 365                    |                          | −15,4%                   |
| 2000                                                 | 1 894                    |                          | −19,9%                   |
| 2010                                                 | 1 641                    |                          | −13,4%                   |
| 2022                                                 | 1 670                    |                          | 1,8%                     |
| Est. 2024                                            | 1 698                    | [ 6 ]                    | 1,7%                     |
| Fontes: Censos Demográficos IBGE e Estimativas SEADE |                          |                          |                          |

### Dados demográficos
População estimada 2015: 1.591 (IBGE)
Dados do Censo - 2010
População total: 1.641
- Urbana: 1.097
- Rural: 544
- Homens: 841[10]
- Mulheres: 800

Densidade demográfica (hab./km²): 12,60
Índice de Desenvolvimento Humano (IDH-M): 0,773
- IDH-M Renda: 0,751
- IDH-M Longevidade: 0,840
- IDH-M Educação: 0,733

(Fonte: IPEADATA)

## Governo
- Prefeito:  Vagner Hernandes (2021/2024)
- Vice-prefeito:  Miguel Julio Brito
- Presidente da câmara: Silas do Rego (2023/2024)

## Infraestrutura

### Comunicações
O sistema de telefones automáticos foi inaugurado na cidade em 1985 pela Telecomunicações de São Paulo (TELESP), que também implantou o sistema de discagem direta à distância (DDD) em 1988 com o código de área (0176). Anteriormente a cidade era atendida pela Companhia de Telecomunicações do Estado de São Paulo (COTESP).
Na década de 90 o código DDD da cidade foi alterado para (017), para padronização do sistema telefônico com a telefonia celular que estava sendo implantada em todo o estado.

## Religião
O Cristianismo se faz presente na cidade da seguinte forma:

### Igreja Católica
- A igreja faz parte da Diocese de Jales.[15]

### Igrejas Evangélicas
- Assembleia de Deus Ministério do Belém.[16][17]
- Congregação Cristã no Brasil.[18]